# Márton Lévai
Márton Lévai (* 29. April 1992 in Tatabánya) ist ein ungarischer Wasserballspieler. Er war mit der Nationalmannschaft bis 2023 einmal Weltmeister und einmal Europameisterschaftszweiter.

## Karriere
Márton Lévai begann in seiner Heimatstadt Tatabánya mit dem Wasserball. Seit seinem 16. Lebensjahr war er bei verschiedenen Vereinen der ungarischen Liga als Torwart tätig.
2011 war Lévai mit der ungarischen Juniorenauswahl Achter der Junioren-Weltmeisterschaften. 2014 gehörte er bei den Spielen um den Weltpokal zur Nationalmannschaft. Zu dieser Zeit war Zoltán Szécsi Stammtorwart und Viktor Nagy zweiter Torhüter des Nationalteams. Nach Szécsis Abschied aus der Mannschaft war Viktor Nagy Stammtorwart und als Ersatztorwart fungierte zunächst Attila Decker und dann Soma Vogel. Als Nagy nach den Olympischen Spielen in Tokio aufhörte, bildeten Márton Lévai und Soma Vogel das neue Torhütergespann.
2022 fand die Weltmeisterschaft in Budapest statt. Die Ungarn belegten den siebten Platz. Einen Monat später erreichten die Ungarn bei der Europameisterschaft in Split mit Siegen über Montenegro und Spanien das Finale, dort gewannen die Kroaten mit 10:9. Im Juli 2023 erreichten die Ungarn mit knappen Siegen über die Nationalteams aus den Vereinigten Staaten und aus Spanien das Finale bei den Weltmeisterschaften in Fukuoka. Im Endspiel gegen Griechenland konnten sich die Ungarn erst im Penalty-Schießen durchsetzen. Stammtorwart war Márton Lévai mit Soma Vogel als Ersatzkeeper.